# فصل وصف الدواء عن صرفه
فصل وصف الدواء عن صرفه، يُدعَى أيضًا فصل الصرف، هو ممارسة في الطب والصيدلة يكون فيها الأطباء الذين يعطون الوصفة طالبية مستقلين عن الصيادلة الذين يعطون الدواء.
في العالم الغربي، هناك قرون من التقاليد المتعلقة بفصل الصيادلة عن الأطباء. في الدول الآسيوية، من التقليدي أن يعطي الأطباء الدواء أيضًا.
في الوقت المعاصر، نظر الباحثون ومحللو السياسة الصحية بشكل عميق في هذه التقاليد وتأثيراتها. يطرح كلا مؤيدو الفصل ومؤيدو الدمج ادعاءات متماثلة لكل من وجهتي النظر المتضاربتين، قائلين إن الفصل أو الدمج يقلل من تضارب المصالح في صناعة الرعاية الصحية والرعاية الصحية غير الضرورية ويقلل التكاليف، في حين أن العكس يتسبب بحدوث هذه الأشياء. تبين الأبحاث في أماكن متنوعة عن نتائج متضاربة في ظروف مختلفة.

## الخلفية
في القضاء (مثل الولايات المتحدة)، يُنظَّم الصيادلة بشكل منفصل عن الأطباء. تحدد هذه الأنظمة القضائية أيضًا أنه يسمح فقط للصيادلة بإعطاء الأدوية الموصوفة للعامة، ولا يسمح للصيادلة بتشكيل شراكات تجارية مع الأطباء أو أن يعطوهم دفعات «رشاوى». على أي حال، تنص أخلاقيات الجمعية الطبية الأمريكية على أن الأطباء يمكن أن يوزعوا الدواء ضمن ممارساتهم المكتبية طالما أن ذلك لا يؤدي إلى حدوث أي استغلال للمريض، وأن المرضى يملكون حق الحصول على وصفة مكتوبة يصرفونها من مكان آخر. يبلغ 7 – 10% من الأطباء الأمريكيين عن صرف الدواء بمفردهم خلال ممارساتهم الطبية.
في بعض المناطق الريفية في المملكة المتحدة، يوجد أطباء صارفين للدواء يُسمَح لهم بوصف الدواء وصرف الدواء الموصوف فقط للمرضى الذين يراجعونهم. يطلب القانون أن تكون ممارسات الطبيب العام محدودة بمنطقة ريفية معينة، وأن يكون هناك مسافة دنيا محددة (في الوقت الحالي 1 ميل أي 1.6 كيلومتر) بين منزل المريض وأقرب صيدلية.
يوجد هذا القانون أيضًا في النمسا من أجل الأطباء العامين إذا كانت أقرب صيدلية تبعد أكثر من 4 كيلومتر (2.5 ميل)، أو إذا لم يكن هناك أي صيدلية مُسجَّلة في المدينة. تسمح سويسرا أيضًا للأطباء بصرف الدواء في عدة كانتونات.
في أنظمة قضائية أخرى (تحديدًا في الدول الآسيوية مثل الصين، وماليزيا، وسنغافورة)، يُسمَح للأطباء بصرف الأدوية بأنفسهم، وتُدمَج ممارسات الصيدلية أحيانًا مع ممارسات الطبيب تحديدًا في الطب الصيني التقليدي.
في كندا، من الشائع أن تواجد العيادات الطبية والصيدليات معًا في نفس المكان، وأن تكون الملكية مشتركة في كلا المؤسستين، لكنهما تُرخَّصان بشكل منفصل.
سبب قاعدة الأغلبية هو زيادة خطر حدوث تضارب في المصالح و/أو تجنب السلطات المطلقة. خلاف ذلك، فإن الطبيب لديه مصلحة ذاتية في «تشخيص» أكبر عدد ممكن من الحالات، وفي المبالغة بخطورتها لأنه يستطيع بعد ذلك بيع المزيد من الأدوية للمريض. تتعارض هذه المصلحة الذاتية بشكل مباشر مع مصلحة المريض في الحصول على أدوية فعالة من حيث التكلفة وتجنب الاستخدام غير الضروري للأدوية التي قد يكون لها آثار جانبية. يعكس هذا النظام تشابهًا كبيرًا مع نظام الضوابط والتوازنات في الولايات المتحدة والعديد من الحكومات الأخرى.
بدأت حملة من أجل الفصل في العديد من الدول، وكانت ناجحة بالفعل (كما في كوريا). مع تحرك العديد من الدول المتبقية نحو الفصل، يشكل وجود مقاومة وضغط من الأطباء الصارفين للدواء الذين لديهم مصالح مالية عثرة كبيرة.

## التجربة في الدول الآسيوية
في العديد من الدول الآسيوية، لا يوجد فصل تقليدي بين الأطباء والصيادلة. في تايوان، جربت خطة قد بدأت في مارس 1997 فصل الأطباء الذين يصفون الدواء عن الممرضين الذين يصرفون الوصفات على افتراض أن ذلك سيقلل من الرعاية الطبية غير الضرورية. كان للخطة نتائج متضاربة.  فرضت حكومة كوريا الجنوبية قانونًا عام 2000 يفصل وصف الدواء عن صرفه. حقق فرض هذا القانون بعض أهدافه، وتسبب أيضًا في حدوث مشاكل بطرق غير متوقعة. جربت اليابان أيضًا الفصل بين وصف الدواء وصرفه. في ماليزيا، بدءًا من 2016، يحدث فصل وصف الدواء عن صرفه فقط في المشافي الحكومية.